# GLAMOROUS
『GLAMOROUS』（グラマラス）は、講談社が発売していた月刊の女性向けファッション雑誌である。
『ViVi』の姉妹誌で、発売日は毎月7日であったが、2013年8月号（同年7月5日発売）をもって休刊（廃刊）となった。
休刊時点での編集長は藤谷英志（ふじたに ひでし）。

## 概説
2003年より『ViVi』のお姉さん版増刊号として発売され、2005年に本刊として月刊化された。当初は2004年に主婦と生活社より創刊された『NIKITA』（2008年1月休刊）の対抗誌と位置づけられており、比較されることも多かった。
系統は「大人ギャル系」に属するとされ、辛口クール系のスタイルを主に提案。アイテムやテクニックよりもスタイルや雰囲気を重視し、モード界、海外芸能人に関する情報も充実していた。

### スタイリスト
- 白幡啓
- 野口強
- 風間ゆみえ
- 加藤ゆい
- 安藤真由美
- 佐々木敬子（ketty）

### 本誌企画
読者に相応しい男性100人を選出する「グラ男」企画を毎年実施していた。時期は年により異なっていた。
社会貢献にも力を入れ、2008年4月号では乳がん撲滅キャンペーンの一環でチャリティーで蜷川実花撮影による女優やヌードの撮り下ろし企画を行った。同年11月号ではエコプロジェクトとしてエミリオ・プッチと組んでプッチ商品を制作する際にでる余り布で箸袋を作るといった試みをしている。しかし、前者は一部で論争を巻き起こした（後述）。

## 登場モデル
創刊の経緯から、約半数が『ViVi』専属経験者であった。また、LDH所属者が多数活躍し、講談社とLDHの共同で専属モデルオーディションを開催。合格者も同事務所に所属することになった。
元『ViVi』専属
- 岩堀せり
- 佐田真由美
- 長谷川潤
- 水原希子
- 大屋夏南

オーディション合格者
- テイラー鈴木
- 佐原モニカ

その他
- 山田優
- 道端ジェシカ
- 松島花
- 黒田エイミ
- メロディー洋子
- 石田ニコル

## エピソード

### 乳がん撲滅チャリティ
2008年4月号で乳がん撲滅キャンペーン「乳がん撲滅チャリティ 蜷川実花が撮った10人のヌード 10WOMEN」を企画した。高岡早紀、観月ありさ、平子理沙、梨花、森理世、秋吉久美子、中島知子（オセロ） 、橋本麗香、道端ジェシカ、AKEMIの女性タレント10人のセミヌードを写真集としてまとめて別冊付録としたほか、東京都と大阪府で写真展も開催した。この収益の一部が2つの乳がん関連団体に寄付された。しかし、これは一部で論争を巻き起こした。この企画に疑問を感じた乳がん患者が中心となり、「『グラマラス』の乳がん撲滅チャリティ･ヌードに抗議する会」を発足、署名活動を実施した。会の名称は同年12月に「ストライプ･リボンの会」と改められた。批判は主に「乳がんの手術や治療で女性としての身体の変化にショックを受けている患者が多数いる中で、乳がん啓発キャンペーンでセミヌードという手法を使うのは無神経であり、乳がんという病気や治療の実態に関する理解に欠ける」「寄付金の扱いが不透明」というものであった。
ストライプ･リボンの会は2008年6月7日から7月末まで署名活動を行い、インターネットや口伝で賛同者を募った結果、1854人分の署名が集まった。同年8月22日、同会は編集部に抗議書を提出。編集部は9月末付けで回答書を提出した。同会は回答に対して「収支の内訳が明らかにされていない」との見解を示した。

## 編集長・藤谷英志によるコメント
- 講談社女性誌における位置づけについて
『ViVi』のお姉さん版という特徴は薄れ、今までの女性ファッション雑誌に満足していなかった人たちに注目される雑誌になっている。講談社には本誌より読者の年齢層が少し上の『Grazia』があるが、それとも違うかなり特殊なものになっている。インターナショナルな匂い、コンサバではなくモードを意識しながら日本流の特色もある。[1]。
- NIKITA（創刊当時のライバル誌）との対比に関して
『NIKITA』は異性に注目されるというところに力点を置いているが、それは「想像の世界」が多かったと述べている。『GLAMOROUS』はあえて男性目線を意識せず、女性の中でしっかりと自立してお洒落で格好よいと一目置かれることを重要視している[1]。
- 本誌登場モデルについて
可愛いだけのモデルではなく、骨太で服を格好よく着こなせるかがどうかが重要な条件。[1]
- ライターについて
「世界観をきちんと表現できるライター」が求められる[1]。
- 「グラ男」について
『GLAMOROUS』は毎年、読者に相応しい男性を「グラ男」と名づけて100人選出する「グラ男100人」という特集を行っているが、その男性達にモテるという主旨ではなく、あくまでも選択権は読者側にあるという立場で作られている[1]。